# Jakowiszki
Jakowiszki – dawny zaścianek. Tereny, na których był położony, leżą obecnie na Białorusi, w obwodzie witebskim, w rejonie postawskim, w sielsowiecie Łyntupy.

## Historia
W czasach zaborów zaścianek w gminie Łyntupy, w powiecie święciańskim Imperium Rosyjskiego. W 1866 roku miał 20 mieszkańców w 2 domach. W 1905 roku liczył 24 mieszkańców, 80 dziesięcin, własność Kątkowskiego.
W dwudziestoleciu międzywojennym zaścianek leżał w Polsce, w województwie wileńskim, w powiecie święciańskim, w gminie Łyntupy.
W 1931 w 3 domach zamieszkiwały 24 osoby.
Miejscowość należała do parafii prawosławnej w Apidamach. Podlegała pod Sąd Grodzki w Łyntupach i Okręgowy w Wilnie; właściwy urząd pocztowy mieścił się w Łyntupach.